# Eduard Sturm (Bühnenbildner)
Eduard Sturm (* 29. Juni 1885 in Hagen; † 10. Juli 1952 in München) war ein deutscher Bühnenbildner.
Sturm erhielt zunächst eine Ausbildung im väterlichen Dekorationsgeschäft in Hagen. Entscheidend für seine künstlerische Entwicklung war sein Kontakt zum Museum Folkwang in Hagen unter Karl Ernst Osthaus. Ab 1902 war er Schüler der Architekturklasse an der Kunstgewerbeschule Düsseldorf unter Peter Behrens. Von 1909 bis 1913 und von 1924 bis 1932 war Eduard Sturm Künstlerischer Beirat am Schauspielhaus Düsseldorf unter Louise Dumont und Gustav Lindemann. Sturm prägte ab 1909 das Bühnenbild des Schauspielhauses Düsseldorf. 1911 plante 1911 im Auftrag von Louise Dumont ein hochkarätiges Naturtheater im Schlosspark Benrath mit modernen Impulsen des Bühnenbildes. Das Projekt kommt nicht zustande, frustriert verlässt Sturm Düsseldorf.
1919 gehörte Sturm zu den Gründern der Künstlervereinigung Das Junge Rheinland. Deren Vorstand gehörte er an. 1932 wurde Sturm von Otto Falckenberg an die Münchner Kammerspiele geholt, wo er bis 1946 – neben Gastverpflichtungen in Frankfurt am Main, Berlin und Prag – mehrere viel beachtete Bühneneinrichtungen schuf. Nach Falckenbergs Tod 1947 gelang es ihm nicht mehr, in München Fuß zu fassen. Nur noch wenige Bühnen in Bonn, Nürnberg und Stuttgart luden ihn gastweise ein, diese auszustatten.